# Christel-Schmidt-Entscheidung
Die Christel-Schmidt-Entscheidung des Europäischen Gerichtshofes (EuGH) vom 14. April 1994 ist eine wichtige Entscheidung auf dem Gebiet des Arbeitsrechts. Der Gerichtshof hatte in der Sache C 392/92 zu entscheiden, ob auch dann ein Betriebsübergang im Sinne der EG-Richtlinie 77/187 vorliegt, wenn nur ein Arbeitnehmer eine betriebliche Funktion erfüllt und diese betriebliche Funktion an einen anderen Anbieter abgegeben wird.
Christel Schmidt war als Reinigungskraft für die Räume einer Sparkassenfiliale in Wacken eingestellt. Im Februar 1992 wurde ihr wegen Umbaus dieser Filiale gekündigt, und die Reinigung wurde einer Firma übertragen, die bereits die meisten anderen Gebäude der Sparkasse reinigte. Die Reinigungsfirma bot Frau Schmidt die Übernahme zu einem höheren als ihrem bisherigen monatlichen Arbeitsentgelt an. Diese war jedoch nicht bereit, unter diesen Bedingungen zu arbeiten, da die erhebliche Vergrößerung der zu reinigenden Fläche nach ihrer Meinung in Wirklichkeit zu einer Verschlechterung ihres Stundenlohns geführt hätte.
Frau Schmidt wandte sich dann mittels einer Kündigungsschutzklage gegen die Kündigung. Zur Klärung, ob die Richtlinie hier anzuwenden ist, hat das Landesarbeitsgericht Schleswig-Holstein das Verfahren ausgesetzt und zur Vorabentscheidung dem EuGH vorgelegt.
Der EuGH entschied, dass bei Fehlen des Übergangs sachlicher Betriebsmittel für einen Betriebsübergang eine Funktionsnachfolge ausreichen kann, auch wenn die Aufgaben von einer einzigen Arbeitnehmerin ausgeführt wurden. Deshalb war die Kündigung unwirksam und das Arbeitsverhältnis war auf die Reinigungsfirma übergegangen.
In der Folgezeit hat der EuGH seine Kriterien für einen Betriebsübergang verändert – es muss nun eine auf Dauer angelegte wirtschaftliche Einheit mit einer bestimmten Organisationsstruktur übernommen werden. Nach heutiger Auffassung wäre somit der Sachverhalt als bloße Funktionsnachfolge anzusehen und nicht als Betriebsübergang.